# Isaac Ehrlich
Isaac Ehrlich est un économiste américain né en 1938. Il est célèbre pour ses travaux d'économétrie sur l'effet dissuasif de la peine de mort sur le crime. 

## Publications
- (en) Isaac Ehrlich, « The Deterrent Effect of Capital Punishment: A Question of Life and Death », The American Economic Review, vol. 65, no 3,‎ 1975, p. 397-417 (JSTOR 1804842)